# اوفیوپوگون
اوفیوپوگون (نام علمی: Ophiopogon) نام یک سرده از زیرخانواده کوله‌خاسیان است.